# Єжин
Єжин (пол. Jerzyn, нім. Gersin) — село в Польщі, у гміні Победзиська Познанського повіту Великопольського воєводства.
Населення — 485 осіб (2011).
У 1975-1998 роках село належало до Познанського воєводства.

## Демографія
Демографічна структура станом на 31 березня 2011 року:
|          | Загалом | Допрацездатний вік | Працездатний вік | Постпрацездатний вік |
| -------- | ------- | ------------------ | ---------------- | -------------------- |
| Чоловіки | 236     | 51                 | 160              | 25                   |
| Жінки    | 249     | 48                 | 152              | 49                   |
| Разом    | 485     | 99                 | 312              | 74                   |